# Kutî-Druhi, Semenivka
Kutî-Druhi (în ucraineană Кути-Другі) este un sat în orașul raional Semenivka din regiunea Cernihiv, Ucraina.

## Demografie
Componența lingvistică a localității Kutî-Druhi
     Ucraineană (90,74%)
     Rusă (8,99%)
     Alte limbi (0,27%)
Conform recensământului din 2001, majoritatea populației localității Kutî-Druhi era vorbitoare de ucraineană (90,74%), existând în minoritate și vorbitori de rusă (8,99%).